# جيسي جيمس
جيسي وودسون جيمس (5 سبتمبر 1847 – 3 أبريل 1882)، كان خارجً عن القانون أمريكيًا، اشتهر بعمليات السطو على البنوك والقطارات، وكان زعيمًا لعصابة "جيمس–يونغر". نشأ في منطقة "ليتل ديكسي [الإنجليزية]" بولاية ميزوري، وهي منطقة عُرفت بتعاطفها الشديد مع الجنوب خلال الحرب الأهلية الأمريكية، وقد شارك جيمس وأسرته في دعم القضايا الكونفدرالية.
خلال الحرب، انضم جيسي وأخوه فرانك جيمس إلى المقاتلين غير النظاميين الموالين للكونفدرالية، والمعروفين باسم "بوشواكرز"، الذين كانوا ينشطون في ميزوري وكانساس. وتحت قيادة كل من ويليام كوانتريل و"بلودي بيل" أندرسون، شارك الأخوان جيمس في أعمال عنف وجرائم مروعة ضد جنود الاتحاد والمدنيين المناهضين للعبودية، من أبرزها مذبحة سنتراليا عام 1864.
بعد انتهاء الحرب، انضم جيسي وفرانك إلى عصابات إجرامية مختلفة نفذت عمليات سطو على البنوك وعربات البريد والقطارات في أنحاء الغرب الأوسط الأمريكي. وبالرغم من قسوة الجرائم التي ارتكبوها، حظي الأخوان بشهرة وطنية وتعاطف شعبي واسع. بلغت أنشطة عصابة جيمس-يونغر ذروتها بين عامي 1866 و1876، حين فشلت محاولتهم لسرقة بنك في نورثفيلد بولاية مينيسوتا، ما أدى إلى مقتل أو اعتقال عدد من أفراد العصابة. ومع ذلك، واصل جيسي وفرانك أنشطتهما الإجرامية لعدة سنوات أخرى، مستقطبين أعضاءً جدداً، غير أن الضغوط المتزايدة من جهات إنفاذ القانون ضيّقت الخناق عليهما.
في 3 أبريل 1882، قُتل جيسي جيمس برصاص روبرت فورد، أحد المجندين الجدد في العصابة، والذي أقدم على فعلته طمعًا في المكافأة المالية التي رُصدت لرأس جيمس، إلى جانب وعد بالعفو عن جرائمه السابقة. وبالرغم من أنه كان شخصية مشهورة في حياته، إلا أن موته أضفى عليه طابعًا أسطوريًا وجعله رمزًا من رموز الغرب الأمريكي القديم.
ورغم الصورة الشائعة عن جيمس كبطل شعبي على غرار روبن هود، يسرق من الأغنياء ليعطي الفقراء، فإن هذا التصور يُعد من قبيل التنقيح الرومانسي للتاريخ، إذ لا توجد أدلة تُثبت أن عصابته تقاسمت الغنائم مع أي جهة خارج دائرتها الخاصة. ويُجمع المؤرخون على أن جيمس كان واحدًا من بين عدد من المجرمين الذين استلهموا تمردهم من إرث الصراع الإقليمي للكونفدراليين السابقين بعد الحرب، أكثر من كونه تجسيدًا للعدالة الاجتماعية أو لفوضى الغرب الأمريكي. ومع ذلك، لا يزال جيسي جيمس من أبرز الشخصيات وأكثرها شهرة في تلك الحقبة، وقد جُسدت حياته مرارًا في الأدب والسينما والتاريخ الشعبي.

## حياته
ولد جيسي جيمس وتربى في ميزوري في 5 سبتمبر 1847، كان لديه أربعة إخوة. تزوجت والدته بعد وفاة زوجها عدة مرات من بينهم الطبيب روبين صأمويل.
حارب بشكل غير رسمي في الحرب الأهلية الأمريكية مع عصابة بلودي بيل أندرسون وقاتل أخوه فرانك مع فرقة العقيد دبليو سي كوانتريل.
بعد نهاية الحرب استسلمت الجماعات المقاتلة ولكن قيل أن جيسي جرح بطلق ناري من الشماليين تحت غطاء الهدنة فانقلب إلى حياة الجريمة وأعلن خارجا عن القانون عام 1866 فأصبح مطاردا لستة عشر عاما حتى وفاته واسس عصابته عام 1867 والتي قامت بسرقة المصارف والقطارات والقتل والسطو وهاجمت عربات البريد والمحلات والناس ولكنهم تفاخروا أنهم لم يسرقوا صديقا أو قسا أو جنوبيا أو أرملة.
وفي 7 سبتمبر 1876 كادت العصابة أن تدمر أول بنك وطني في نورفيلد بينما كانت تسرقه ومن ثمانية لصوص وحدهم إخوة جيسيس هربوا.
في عام 1881 وضع حاكم ميزوري توماس ت. كريتندن عرضا قوامه 30000 دولار أمريكي لمن ييقبض عليه حيا أو ميتا، وفي نفس الوقت عرض جيمس 50000 دولار لمن يقتل الحاكم توماس، وبينما كان يعيش في سانتى جوزف تحت اسم مستعار هو توماس هوارد وعندما كان غير مسلح قتله من الخلف أحد أعضاء عصابته وهو روبرت فورد من أجل الجائزة وسلم أخوه فرانك جيمس نفسه وحوكم وبرئ مرتان وعاش بقية حياته في هدوء في مزرعة في ميزوري.

## الجو العام
كان جيسي قد حارب مع الجنوبيين وكذلك عائلته ومثل كل العائلات كانت تعاني بسبب ولائها حيث اكتسح الجنوب ومن بينها ميزوري الانتهازيون والسلطات القادمين من الشمال يعاملون المجندين السابقين بقسوة فتم منعهم من العفو الكامل والمهن التخصصية وتم وضعهم في السجون لأبسط الأسباب بينما استمرت مضايقة سكان الريف.
أصبحت السرقة والقتل شيئا يوميا ومصارف الشماليون والتي كانت تُفْقِر الفلاحين فقد كانت مكروهة وكانت هدفا مباشرا وكذلك السكك الحديدية التي كانت تفرض رسوما باهظة، كذلك التنافس بين المدن، وأما نشاطات قطاع الطرق فقد استحوذت على اهتمام السياسة والناس لأنها تدافع عنهم ضد حكومة متعسفة مما جعل منه روبن هود أمريكا.
أغلب حكايات جيسي جيمس وإخوته كتب عنها صحفي يدعى ماجور إدواردز في جريدة كانساس سيتي تايمز.

## حكايات جيسي
تم إعلان جيسي جيمس خارجا عن القانون عام 1866 وأشهر قصصه هي عندما عرج على بيت أرملة فقيرة طلبا لشيء يأكله ليكتشف أن زوجها كان انفصاليا وأن المصرفيين القساة يريدون منها دفع رهنها فيعطيها ما يمكّنها من هذا وعندما يصل المصرفي ليأخذ النقود يعترضه جيسي في طريق عودته ويأخذ المال الذي أعطاه للأرملة. لكنه لم يسرق المبشرين رغم أن هذا غير صحيح حسب أقوال أخرى فهناك حكاية تروي كيف سرق ساعة أسقف وعندما اعترض هذا الأسقف قال له جيسي أنه لا يحتاجها فبعد كل شيء فيسوع لم تكن لديه ساعة.
كذلك يتم وضعه أحيانا بشكل مثالي فكان رجل العائلة طيب ولا يعاقر الخمر وتعلم في مدرسة معمودية وكان لطيفا دائما، ولم يجد الباحثون أي دليل على أنه أعطى النقود للفقراء ويمكن أن تكون أسطورته قد بدأت ونمت بين فقراء البيض وكذلك السود في الجنوب والفئات الاجتماعية المهمشة.
التعاطف مع جيمس غارة على منزل العائلة في منتصف الليل بعض المحققين أدى إلى مقتل أخيه الأصغر وقطع يد أمه أما حكاية موته برصاصة من الخلف من صديق قديم بينما كان يمسح صورة أضافت شعورا بالرعب فلا أحد مثل الخائن.
أبقت أمه ذكراه ففتحت بيته للعامة وأخذت رسم دخول عليه وحبات من قبره وقيل أنها من نهر مجاور بيعت بـ 25 سنتا في منتصف الثمانينات حفر نصب رخامي بطول 18 والباحثون عن الكنوز لا يزالون يتعقبون كنزه الذي يقال أنه مدفون في تلال أوزارك.